# Süleymanlı, Yerköy
Süleymanlı là một xã thuộc huyện Yerköy, tỉnh Yozgat, Thổ Nhĩ Kỳ. Dân số thời điểm năm 2010 là 191 người.